# Кавнер, Джулия
Джу́лия Де́бора Ка́внер (англ. Julie Deborah Kavner; род. 7 сентября 1950, Лос-Анджелес) — американская актриса, звукооператор, наиболее известна по роли Бренды Моргенштерн в американском комедийном телесериале 1970-х годов «Рода» и озвучиванию Мардж Симпсон в мультипликационном сериале «Симпсоны».

## Биография
Кавнер родилась в Лос-Анджелесе и выросла в Южной Калифорнии, что часто удивляет людей, привыкших видеть её в роли жительницы Нью-Йорка Бренды Моргенштерн и воспринимающих её скрипучий, слегка гнусавый голос как типичный для жителей Восточного побережья США. Кавнер посещала известную Старшую школу Беверли-Хиллс, в 1971 окончила с отличием обучение театральному искусству в Государственном университете Сан-Диего.
После окончания съёмок сериала «Рода» Кавнер начала сниматься в кино. В 1992 году она сыграла главную роль в комедийной драме «Это моя жизнь» (This is My Life) по сценарию Норы Эфрон. Ожидалось, что роль принесёт ей массовую популярность, но фильм был сдержанно встречен критикой и не получил успеха у публики, после чего Кавнер перешла на второстепенные роли и на озвучивание.
С 1989 года в телесериале «Симпсоны» Кавнер озвучивает Мардж Симпсон, Сельму Бувье, Пэтти Бувье, Жаклин Бувье, Глэдис Бувье.
Кавнер снималась в нескольких фильмах Вуди Аллена, включая фильмы «Ханна и её сёстры» и «Разбирая Гарри», а также фильме, основанным на реальных событиях, «Пробуждение», режиссёра Пенни Маршалл, совместно с Робином Уильямсом и Робертом Де Ниро.
В диснеевском мультфильме 2004 года «Король-лев 3: Хакуна матата» Кавнер озвучила мать Тимона.

## Личная жизнь
С 1976 года состоит в отношениях с продюсером Дэвидом Дэвисом.

## Фильмография
| Год          |    | Русское название                                  | Оригинальное название               | Роль                                               |
| ------------ | -- | ------------------------------------------------- | ----------------------------------- | -------------------------------------------------- |
| 1974—1978    | с  | Рода                                              | Rhoda                               | Бренда Моргенштерн                                 |
| 1980         | тф | Месть степфордских жён                            | Revenge of the Stepford Wives       | Мэган Бреди                                        |
| 1982         | ф  | Кинобезумие                                       | National Lampoon Goes to the Movies | миссис Фэлкон                                      |
| 1985         | ф  | Плохая медицина                                   | Bad Medicine                        | Куки Кац                                           |
| 1986         | ф  | Ханна и её сёстры                                 | Hannah and Her Sisters              | Гейл                                               |
| 1987         | ф  | Дни радио                                         | Radio Days                          | мать                                               |
| 1987         | ф  | Сдавайтесь                                        | Surrender                           | Ронни                                              |
| 1989         | ф  | Нью-йоркские истории: Новелла «Кошмарная мамочка» | New York Stories                    | Трева                                              |
| 1989 — н. в. | мс | Симпсоны                                          | The Simpsons                        | Мардж Симпсон, Сельма и Пэтти Бувье, Жаклин Бувье  |
| 1990         | ф  | Элис                                              | Alice                               | декоратор                                          |
| 1990         | ф  | Пробуждение                                       | Awakenings                          | Элеонор Костелло                                   |
| 1992         | ф  | Тени и туман                                      | Shadows and Fog                     | Альма                                              |
| 1992         | ф  | Это моя жизнь                                     | This Is My Life                     | Дотти Ингелс                                       |
| 1994         | ф  | Я согласен на всё                                 | I'll Do Anything                    | Нен Малхенни                                       |
| 1995         | ф  | Забыть Париж                                      | Forget Paris                        | Люси                                               |
| 1996—1999    | с  | Трейси берет на себя                              | Tracey Takes On...                  | Джоби Вольф/Майдж Декстер                          |
| 1997         | ф  | Разбирая Гарри                                    | Deconstructing Harry                | Грейс                                              |
| 1998         | ф  | Доктор Дулиттл                                    | Dr. Dolittle                        | Голубка, озвучка                                   |
| 1999         | ф  | Джуди Берлин                                      | Judy Berlin                         | Мэри                                               |
| 1999         | ф  | Прогулка по Луне                                  | A Walk on the Moon                  | диктор                                             |
| 2001         | ф  | Флирт со зверем                                   | Someone Like You                    | пушистое животное, озвучка                         |
| 2004         | мф | Король-лев 3: Хакуна матата                       | The Lion King 3: Hakuna Matata      | Ма, озвучка                                        |
| 2006         | ф  | Клик: С пультом по жизни                          | Click                               | Труди Ньюмен                                       |
| 2007         | мф | Симпсоны в кино                                   | The Simpsons Movie                  | Мардж Симпсон, Пэтти Бувье и Сельма Бувье, озвучка |

## Награды и номинации
| Год  | Награда                  | Категория                                              | Работа   | Результат |
| ---- | ------------------------ | ------------------------------------------------------ | -------- | --------- |
| 1975 | Золотой глобус           | Лучшая актриса телевидения второго плана               | Рода     | Номинация |
| 1976 | Золотой глобус           | Лучшая актриса телевидения второго плана               | Рода     | Номинация |
| 1977 | Золотой глобус           | Лучшая актриса телевидения второго плана               | Рода     | Номинация |
| 1978 | Прайм-тайм премия «Эмми» | Лучшая женская роль второго плана в комедийном сериале | Рода     | Победа    |
| 1979 | Золотой глобус           | Лучшая актриса телевидения второго плана               | Рода     | Номинация |
| 1992 | Прайм-тайм премия «Эмми» | Лучшее озвучивание                                     | Симпсоны | Победа    |
| 2004 | Молодой актёр            | Лучшие мама и папа в телесериале                       | Симпсоны | Победа    |
| 2008 | Энни                     | Лучшая озвучка в полнометражном фильме                 | Симпсоны | Номинация |